# 7871 Tunder
7871 Tunder eller 1990 SW4 är en asteroid i huvudbältet som upptäcktes den 22 september 1990 av den belgiske astronomen Eric W. Elst vid La Silla-observatoriet. Den är uppkallad efter den tyske organisten Franz Tunder.
Den har den diameter på ungefär 5 kilometer.